# Сторновей (Оттава)

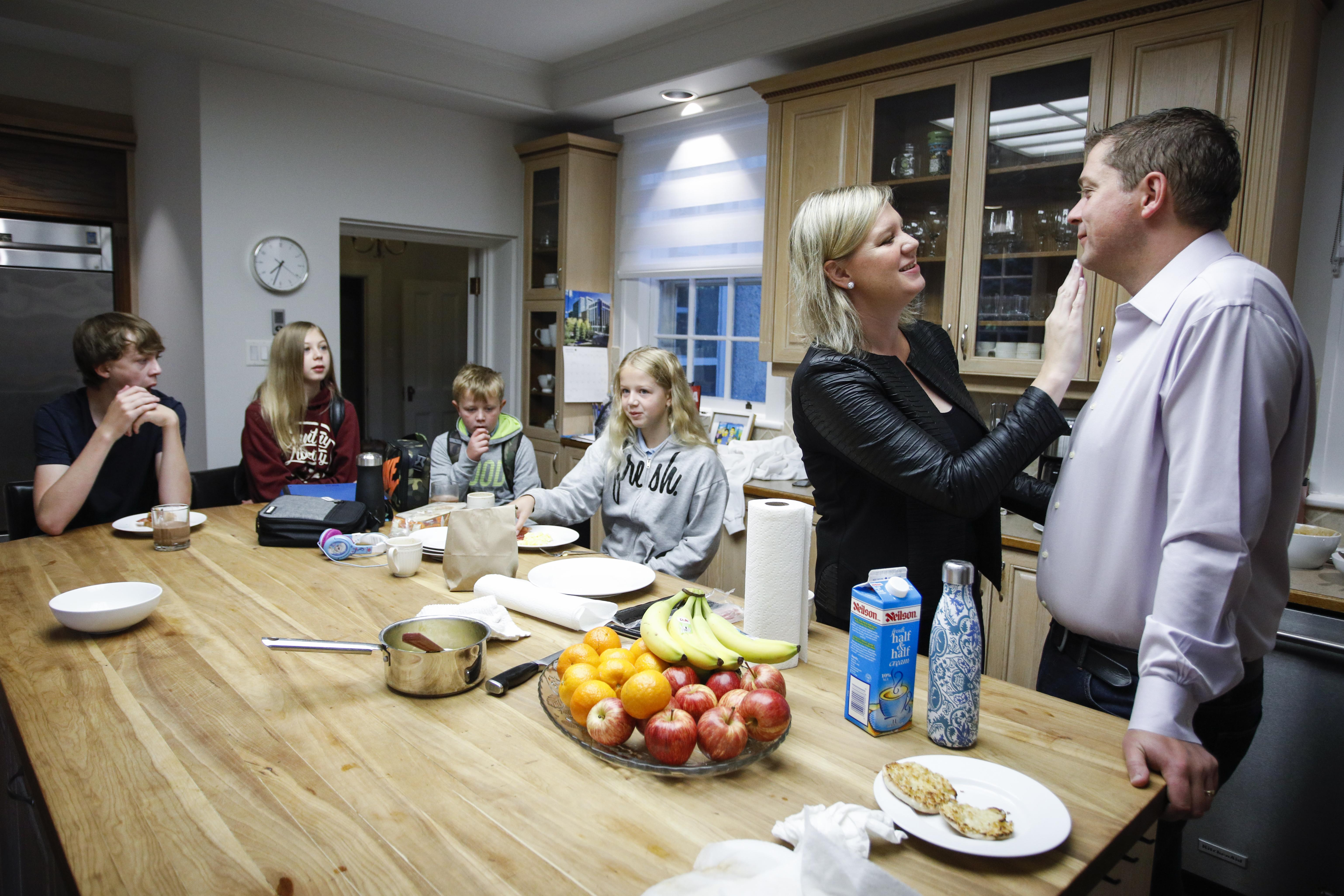
Кухня.

Сторновей, англ. Stornoway — официальная резиденция Лидера оппозиции Канады с 1950 года (в настоящее время — Кэндис Берген, временный лидер Консервативной партии). Расположена в Рокклифф-парке, фешенебельном районе г. Оттава, по адресу 541 Acacia Avenue. На содержание резиденции ежегодно из федерального бюджета выделяется 70000 канадских долларов. Дом находится в собственности Национальной столичной комиссии с апреля 1988 г.
Сторновей представляет собой особняк из 34 помещений, включая 8 спален, 5 ванных, жилую комнату, гостиную (2-й этаж), столовую, плюс сидячие места на открытом воздухе.

## История
Особняк соорудил архитектор Алан Кифер в 1914 г. для оттавского владельца овощных магазинов Асконио Мейджора. Название Сторновей особняк получил от второго владельца, Перли Робертсонса, в честь Сторновея в Шотландии (Внешние Гебридские острова), откуда происходили его родители.
Во время 2-й мировой войны здесь проживала в изгнании будущая королева Нидерландов Юлиана. Вместе с ней на вилле проживала её семья, в том числе дочь Беатрикс, также будущая королева.
В 1950-е гг. группа граждан приобрела Сторновей с целью использовать его как резиденцию Лидера оппозиции. В 1993 г. ставший лидером оппозиции глава Квебекского блока Люсьен Бушар отказался поселиться в Сторновее в знак протеста против федеральной политики, выбрав вместо него себе жильё в соседнем городе Гатино (Квебек). В 1997 г., после новых выборов, новый лидер оппозиции Престон Мэннинг первоначально также отказался поселиться в Сторновее, но уже по другим соображениям: по его мнению, здание было слишком роскошным, и проживание в нём было бы пустой тратой денег налогоплательщиков. Тем не менее, через некоторое время он всё же поселился в Сторновее.